# Goldener Spatz 1999
Das 11. Kinder-Film & Fernsehfestival „Goldener Spatz“ fand vom 21. bis 26. März 1999 in Gera statt.
Veranstaltungs- und Aufführungsort war erstmals das im Dezember 1997 eröffnete Geraer Multiplex-Kino mit acht Sälen, das die traditionsreichen Kinos Metropol und Palast ablöste.

## Preisträger

### Preise der Kinderjury
- Kategorie Fiction lang: Spuk aus der Gruft
- Kategorie Fiction kurz: Schloss Einstein
- Kategorie Animation lang: – [wurde nicht vergeben]
- Kategorie Animation kurz: Das Kamel und der Stern
- Kategorie Information/Dokumentation: logo: 50 Jahre Israel
- Kategorie Unterhaltung: ReläXX
- Bester Darsteller: Max Felder für Pünktchen und Anton
- Bester Moderator: Karsten Blumenthal für ReläXX

### Preise der Fachjury
- Beste Regie: Maria Teresa Camoglio für Liebe, Lügen und Geheimnisse
- Beste Vorschulprogramm: Anja, Anton und ... das Huhn
- Spezialpreis für besondere Einzelleistung / Innovation: Karsten Blumenthal für Moderation der Sendung ReläXX
- Nachwuchspreis der Ostthüringer Zeitung: Der Hund aus der Elbe
- Preis des MDR-Rundfunkrates: René Heisig für Pauls Reise